# O pismach klasycznych i romantycznych
O pismach klasycznych i romantycznych – szkic Jana Śniadeckiego poświęcony zjawisku romantyzmu, opublikowany w 1819 roku w "Dzienniku Wileńskim". 
W tekście Śniadecki, uznający edukację i język za ważne narzędzia zachowania kultury polskiej w sytuacji zaborów, zdecydowanie atakował romantyczne tendencje w literaturze. Uznawał, że są one wynikiem rozkładu intelektualnego, a sztuka romantyczna cechuje się nieładem i niechlujnym językiem oraz popularyzuje zabobony. Niepochlebnie odnosi się także do twórczości Szekspira, zarzucając mu, że choć niektóre elementy jego sztuki są trafne i ciekawe, to jednak, ponieważ autor nie był wykształcony i pisał aby przypodobać się pospólstwu, żadna sztuka w całości wzięta ani jest porządna, ani przyjemna. Jednak sztuki Szekspira Śniadecki czytał prawdopodobnie w postaci słabych przekładów na język polski, co może częściowo wyjaśniać jego opinię. 
Tekst Śniadeckiego jest jednym z najbardziej znanych tekstów polskiego sporu romantyków z klasykami.